# Antagonista muscarínico

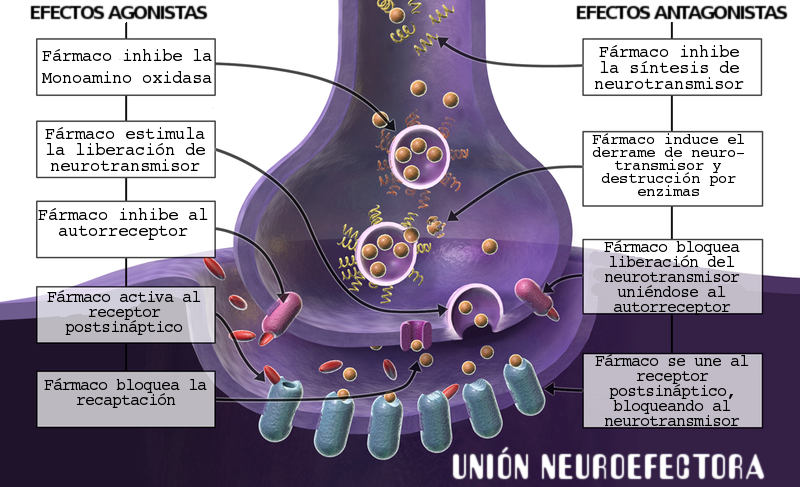
Ejemplo de agonismo y antagonismo

Un antagonista de los receptores muscarínicos es un compuesto anticolinérgico que se emplea para producir un efecto parasimpaticolítico en los órganos diana. Inhibe reversible y competitivamente la actividad del receptor muscarínico, localizados mayormente en el músculo liso de algunos órganos y glándulas. La mayoría son sintéticos, pero los alcaloides de Atropa belladona, como la escopolamina y la atropina son extractos naturales.
Se pueden clasificar como:
- Bloqueantes directos de los receptores muscarínicos;
- Inhibidores de la síntesis de colina, bien sea por inhibición de la captación de colina o por inhibición de la enzima colina-acetil transferasa;
- Inhibidores de la liberación de acetilcolina.

Consideraciones
- Los antimuscarínicos están contraindicados en pacientes con glaucoma.

- Los antimuscarínicos también deben usarse con precaución en pacientes con hipertrofia prostática y en pacientes con demencia o discapacidad cognitiva.

- La toxicidad de los antimuscarínicos se considera peligrosa para lactantes y niños, que son especialmente sensibles a los efectos adversos hipertérmicos de una sobredosis.

- Los efectos de los antimuscarínicos pueden tratarse con neostigmina, y para tratar la hipotensión puede que se necesiten simpaticomiméticos, como la fenilefrina.[1]

## Sinónimos
- agente antimuscarínico
- agente bloqueante colinérgico antimuscarínico
- anticolinérgico antimuscarínico
- atropínico
- bloqueante muscarínico
- parasimpaticolítico

## Aplicaciones clínicas
Estos antagonistas se han utilizado en gran variedad de situaciones clínicas, sobre todo para inhibir los efectos de la actividad del sistema nervioso parasimpático. Se ha logrado selectividad mediante administración local, sea por medio de inhalación pulmonar o instilación en los ojos. La absorción y dilución sistémicas mínimas desde el sitio de acción minimizan los efectos sistémicos. 

### Tubo digestivo
Los antagonistas de los receptores muscarínicos solían ser los fármacos más utilizados en el tratamiento de la úlcera péptica. Aunque estos compuestos pueden reducir la motilidad gástrica y la secreción de ácido por el estómago, las dosis antisecretoras producen efectos adversos intensos, como boca seca, pérdida de la acomodación visual, fotofobia y dificultad para orinar.

### Oftalmología
Se logran efectos limitados al ojo mediante administración local de antagonistas de los receptores muscarínicos para producir midriasis y cicloplejia. No se logra esta última sin midriasis y requiere concentraciones más altas o aplicación más prolongada de un compuesto determinado.

### Vías respiratorias
La atropina y otras sustancias similares, reducen la secreción de las vías respiratorias tanto superiores como inferiores. Este efecto sobre la nasofaringe puede brindar cierto alivio sintomático a la rinitis aguda.

## Tabla comparativa
| Agente                     | Nombre comercial | Mecanismo                                                                        | Uso clínico | Efectos adversos                                                                            |
| -------------------------- | ---------------- | -------------------------------------------------------------------------------- | --- | ------------------------------------------------------------------------------------------- |
| Atropina (D/L-Hiosciamina) |                  | Antagonista no selectivo, estimulación del SNC                                   | - en anestesia - emponzoñamiento anticolinesterasa - revierte la bradicardia sinusal sintomática - antiespasmódico en hipermotilidad gastrointestinal - inhibe la salivación y la secreción excesiva de mucosidades durante las intervenciones quirúrgicas - contrarrestar los efectos de la intoxicación con la muscarina de ciertos hongos. | - retención urinaria - xerostomía - visión borrosa                                          |
| Escopolamina (L-Hioscina)  |                  | Antagonista no selectivo, deprime el SNC                                         | - igual que la atropina - mareos - como complemento de los medicamentos para cuidados paliativos de enfermos terminales | - igual que la atropina - sedante                                                           |
| Bromuro de ipratropio      | Atrovent         | Antagonista no selectivo, sin inhibición de excreción mucociliar                 | - en asma y bronquitis - Enfermedad Pulmonar Obstructiva Crónica |                                                                                             |
| Tropicamida                | Mydriasert       | Antagonista no selectivo de corta duración, depresión del SNC                    | - produce midriasis y cicloplejia en diagnósticos | - puede causar hipertensión ocular - visión borrosa                                         |
| Pirenzepina                |                  | Antagonista selectivo de Receptor muscarínico M1 y M4, inhibe secreción gástrica | - constituye una alternativa a los antagonistas de los receptores H2 en el tratamiento de úlcera péptica (no se usa mucho) | (menor que los no-selectivos)                                                               |
| Difenhidramina             | Benadryl         |                                                                                  | - para síntomas extrapiramidales por medicamentos antipsicóticos típicos | Suele generar confusión y una disfunción cognitiva en ancianos                              |
| Dimenhidrinato             | Dramamina        |                                                                                  | - mareos |                                                                                             |
| Diciclomina                |                  |                                                                                  | - Síndrome del intestino Irritable |                                                                                             |
| Flavoxato                  | Urispas          |                                                                                  | - Dolor al orinar | Vómitos, visión borrosa                                                                     |
| Oxibutinina                |                  |                                                                                  | - Incontinencia urinaria |                                                                                             |
| Tiotropium                 | Spiriva          |                                                                                  | - Enfermedad Pulmonar Obstructiva Crónica |                                                                                             |
| Ciclopentolato             |                  | Antagonismo no-selectivo de corta duración, depresión del SNC                    | - produce midriasis y cicloplejia en diagnósticos | - puede causar hipertensión ocular                                                          |
| Metonitrato de atropina    |                  | Antagonismo no-selectivo, bloquea transmisión en los ganglios                    | - antiespasmódico en hipermotilidad gastrointestinal |                                                                                             |
| Trihexifenidilo            | Artane           |                                                                                  | - Enfermedad de Parkinson. Aún se utilizan a veces para aliviar los temblores y la rigidez en pacientes con esta enfermedad. - Para tratar los síntomas extrapiramidales y la acatisia que causan los neurolépticos |                                                                                             |
| Tolterodina                | Detrusitol       |                                                                                  | - Síndrome de vejiga hiperactiva | - posiblemente cause menos sequedad de boca que la oxibutinina                              |
| Solifenacina               | Vesicare         | Actúa como antagonista de los receptores M3 selectivos junto con darifenacina    | - Síndrome de vejiga hiperactiva | - posiblemente causen menos sequedad de boca y estreñimiento que los fármacos no selectivos |
| Darifenacina               | Enablex          | Actúa como antagonista de los receptores M3 selectivos junto con solifenacina    | - Síndrome de vejiga hiperactiva | - posiblemente causen menos sequedad de boca y estreñimiento que los fármacos no selectivos |
| Benztropina                | Cogentin         |                                                                                  | - aún se utilizan a veces para aliviar los temblores y la rigidez en pacientes con parkinson - Para tratar los síntomas extrapiramidales y la acatisia que causan los neurolépticos | Delirio                                                                                     |

## Posibles efectos adversos de los fármacos con propiedades anticolinérgicas en pacientes geriátricos y con déficit cognitivo
Los efectos adversos de los anticolinérgicos en ancianos pueden ser: encefalopatía aguda (delirios, confusión), caídas, retención de orina, estreñimiento y agravamiento y descompensación de las carencias cognitivas, funcionales y comportamentales subyacentes (en especial en pacientes con demencia), y puede que necesiten recibir más cuidados e ingresar en un hospital.